# Thylacinus
Thylacinus es un género extinto de marsupiales carnívoros. El último representante reciente del género, el lobo marsupial, se extinguió en 1936. Como esta, las demás especies del género vivían en tiempos prehistóricos en Australia.

## Especies
- Género Thylacinus
  - Thylacinus cynocephalus, el tilacino (Plioceno inferior - hasta 1936)
  - Thylacinus macknessi (Oligoceno superior — Mioceno inferior)
  - Thylacinus megiriani (Mioceno superior - Plioceno inferior)
  - Thylacinus potens (Mioceno inferior)
  - Thylacinus rostralis
  - Thylacinus yorkellus (Mioceno superior - Plioceno inferior)

A continuacuón se presenta un cladograma basado en el análisis filogenético de Yates (2015) sobre las relaciones de las especies de Thylacinus.
|  | Thylacinus megiriani                                                             |
|  |                                                                                  |
|  | \| \| Thylacinus yorkellus \| \| \| \| \| \| Thylacinus cynocephalus \| \| \| \| |
|  |                                                                                  |
|  | Thylacinus yorkellus                                                             |
|  |                                                                                  |
|  | Thylacinus cynocephalus                                                          |
|  |                                                                                  |

|  | Thylacinus yorkellus    |
|  |                         |
|  | Thylacinus cynocephalus |
|  |                         |

|  | Thylacinus megiriani                                                             |
|  |                                                                                  |
|  | \| \| Thylacinus yorkellus \| \| \| \| \| \| Thylacinus cynocephalus \| \| \| \| |
|  |                                                                                  |
|  | Thylacinus yorkellus                                                             |
|  |                                                                                  |
|  | Thylacinus cynocephalus                                                          |
|  |                                                                                  |

|  | Thylacinus yorkellus    |
|  |                         |
|  | Thylacinus cynocephalus |
|  |                         |

|  | Thylacinus megiriani                                                             |
|  |                                                                                  |
|  | \| \| Thylacinus yorkellus \| \| \| \| \| \| Thylacinus cynocephalus \| \| \| \| |
|  |                                                                                  |
|  | Thylacinus yorkellus                                                             |
|  |                                                                                  |
|  | Thylacinus cynocephalus                                                          |
|  |                                                                                  |

|  | Thylacinus yorkellus    |
|  |                         |
|  | Thylacinus cynocephalus |
|  |                         |

|  | Thylacinus megiriani                                                             |
|  |                                                                                  |
|  | \| \| Thylacinus yorkellus \| \| \| \| \| \| Thylacinus cynocephalus \| \| \| \| |
|  |                                                                                  |
|  | Thylacinus yorkellus                                                             |
|  |                                                                                  |
|  | Thylacinus cynocephalus                                                          |
|  |                                                                                  |

|  | Thylacinus yorkellus    |
|  |                         |
|  | Thylacinus cynocephalus |
|  |                         |